# مدیریت خدمات فناوری اطلاعات
مدیریت خدمات فناوری اطلاعات (ITSM) به کل فعالیت هایی (هدایت‌شده با خط مشی ها، سازمان‌دهی‌شده و ساختار یافته در فرایندها و رویه‌ها) گفته‌می شود که توسط سازمان با هدف طراحی، برنامه‌ریزی، تحویل، بهره‌برداری و کنترل خدمات فناوری اطلاعات (IT) برای ارائه  به مشتریان اجرا می‌شود
برخلاف بیشتر دیدگاه های مدیریت فناوری‌های اطلاعات مانند مدیریت شبکه و مدیریت سیستم های فناوری اطلاعات که مبتنی بر فناوری هستند ITSM با اتخاذ یک رویکرد فرآیندگرا نسبت به مدیریت، با تمرکز بر نیازهای مشتری و خدمات فناوری اطلاعات برای مشتریان به جای سیستم‌های اطلاعاتی، و تکیه بر بهبود مداوم تعریف دارد. گزارش سالانه ITSM CIO WaterCoolers بیان می‌کند که موسسات غالبا از ITSM  برای حمایت از تجربه مشتری(35%) و کیفیت خدمات(48%) استفاده می‌کند.

## مفهوم

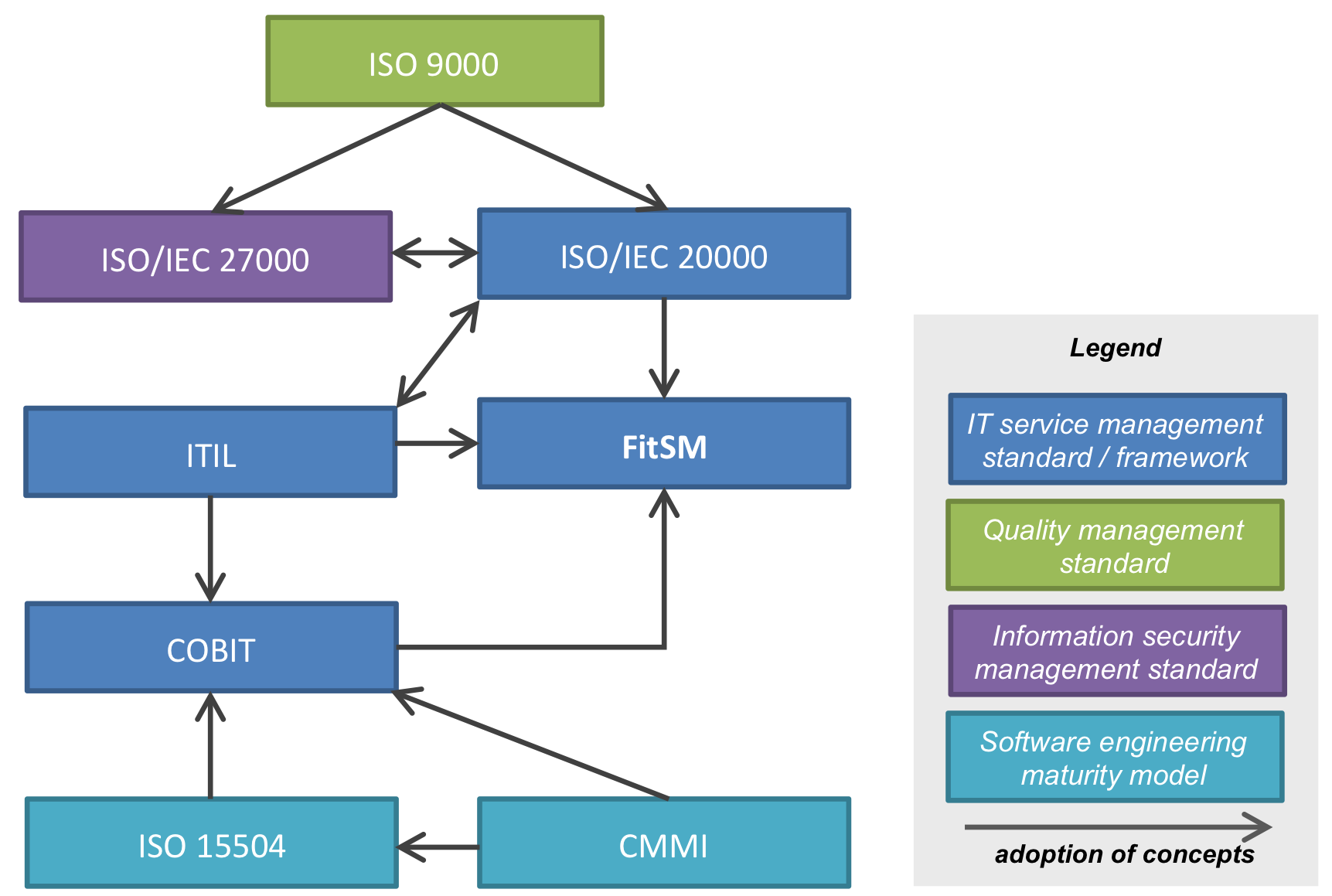
ارتباط بین چارچوب ITSM و سایر استانداردهای مدیریت

حوضه تحقیقاتی ITSM با سایر دیدگاههای مدیریت عمومی و IT نظیر مدیریت کیفیت، مدیریت امنیت اطلاعات و مهندسی نرم افزار ارتباط کیفی دارد. در نتیجه چهارچوب های ITSM تحت تاثیر استانداردهایی نظیر ISO 9000 , ISO 27000 و CMMI قرار گرفته اند

## سازمان‌های حرفه ای
انجمن‌های حرفه ای دانش بنیان بین‌المللی مانند انجمن مدیریت فناوری اطلاعات (itSMF) و HDI وجود دارد. هدف اصلی این سازمان‌ها یک خط مبادله برای تجربیات و ایده‌ها بین کاربران سیستم‌های ITSM است. برای این منظور، قسمت‌های ملی و محلی آن، ISMF و HDI (LIGها یا گروه‌های منافع محلی برای SMF)، کنفرانس‌ها و کارگاه‌های آموزشی را سازماندهی می‌کنند. برخی از آنها همچنین به ترجمه اسناد چارچوب ITSM به زبان‌های مربوطه خود یا انتشار راهنماهای ITSM خود کمک می‌کنند. گواهینامه‌های متعددی برای مدیریت خدمات مانند بنیاد ITIL 2011 وجود دارد.

## کتابخانهٔ زیرساخت فناوری اطلاعات
بیشتر اوقات مدیریت خدمات فناوری اطلاعات با کتابخانه زیرساخت فناوری اطلاعات (ITIL) را معادل هم می‌دانند، درحالی که استانداردها و چارچوب‌های متنوعی وجود دارد که منجر به انضباط کلی ITSM می‌شوند. ITIL به عنوان نشریه رسمی سازمان‌های دولتی انگلستان (اولین CCTA، بعد از OGC، و سپس دفتر کابینه) منتشر شد. در ماه ژانویه سال ۲۰۱۴، مالکیت ITIL به Axelos، یک سرمایه‌گذاری مشترک دولت انگلیس و Capita، یک فرایند فرایند کسب و کار بین‌المللی و شرکت خدمات حرفه ای منتقل شد.
کتاب ITIL 4 در تاریخ ۱۸ فوریه سال ۲۰۱۹ منتشر شد [۲]. در نسخه قبلی خود (به نام ITIL 2011(، ITIL به عنوان مجموعه ای از یک پنج جلدی منتشر می‌شود که هر یک از آنها مرحله ای از چرخه حیات ITSM را پوشش می‌دهد.

## چارچوب‌های دیگر
چارچوب‌های دیگر برای ITSM و رشته‌های همپوشانی شامل موارد زیر است
- چارچوب فرایند کسب و کار (eTOM) یک چارچوب فرایند برای ارائه دهندگان خدمات مخابراتی است.
- COBIT (اهداف کنترل برای اطلاعات و فن آوری‌های مرتبط) یک چارچوب مدیریت حاکمیتی IT است که اهداف کنترل، معیارها و مدل‌های بلوغ را مشخص می‌کند.
- FitSM[۶] یک استاندارد برای مدیریت سرویس سبک‌وزن است؛ و شامل چندین بخش است، از جمله الزامات حسابرسی و قالب‌های سند، که تحت مجوز مشترک Creative منتشر شده‌است. چارچوب فرایند اصلی آن در بخش‌های وسیع تر با ISO / IEC 20000 هماهنگ شده‌است.
- ISO / IEC 20000 یک استاندارد بین‌المللی برای مدیریت و ارائه خدمات فناوری اطلاعات است. مدل فرایند آن شباهت زیادی با نسخه 2 ITIL دارد، زیرا BS 15000 (پیشرو ISO / IEC 20000) و ITIL به ترتیب با نسخه 2 ITIL هماهنگ شده‌است. ISO / IEC 20000 حداقل الزامات لازم برای سیستم مدیریت خدمات (SMS) مؤثر را تعریف می‌کند. هماهنگی SMS با ISO / IEC می‌تواند مورد سنجش قرار گیرد و سازمان‌ها می‌توانند گواهینامه ISO / IEC 20000 خود را برای یک دامنه مشخص تعریف کنند.
- MOF[۷] (چارچوب عملیات مایکروسافت) علاوه بر چارچوب کلی توابع مدیریت خدمات، شامل راهنمایی در مدیریت خدمات مبتنی بر فناوری مایکروسافت است.

## ابزارها
اجرای فرآیندهای ITSM در یک سازمان، به ویژه آن دسته از فرآیندهای که بیشتر از جریان کار محور هستند، می‌تواند به‌طور قابل توجهی از پشتیبانی ابزارهای نرم‌افزاری تخصصی پشتیبانی کند.
ابزار ITSM اغلب به عنوان متعلقات ITSM به بازار عرضه می‌شود که مجموعه ای از فرآیندهای ITSM را پشتیبانی می‌کند. در هسته آنها معمولاً یک سیستم مدیریت گردش کار برای رسیدگی به حوادث، درخواست خدمات، مشکلات و تغییرات است. آنها معمولاً شامل یک ابزار برای پایگاه داده مدیریت پیکربندی می‌شوند. توانایی این مجموعه‌ها برای برقراری ارتباط آسان بین حادثه، درخواست سرویس، مشکل و تغییر سوابق با یکدیگر و با سوابق موارد تنظیم از CMDB، می‌تواند مزیت بزرگی باشد.
ابزار ITSM معمولاً همان ابزار ITIL است. بیش از ۱۰۰ ابزار ITSM یا ITIL اعلام شده‌است. فروشندگان نرم‌افزاری مانند Wendia POB، Axios Systems، OTRS و Marval (نرم‌افزار) که ابزار ITSM استفاده می‌کنند، برای پشتیبانی از مجموعه ای از فرآیندهای ITIL، می‌توانند به تأیید رسمی دست یابند و به آنها اجازه استفاده از آرم‌های تجاری Axelos و یک لوگو سازگار با فناوری ITIL تحت طرح تاییدیه نرم‌افزار Axelos ITIL.

### میز خدمت
میز خدمت یک تابع IT اصلی در رشته مدیریت خدمات فناوری اطلاعات (ITSM) است که توسط کتابخانه زیرساخت فناوری اطلاعات (ITIL) تعریف شده‌است. هدف از این امر ارائه یک نقطه تماس (SPOC) برای پاسخگویی به نیازهای ارتباطی هر دو کاربر و کارکنان فناوری اطلاعات است  و همچنین برای برآوردن اهداف مشتری و شرکت تامین کننده IT . «کاربر» به کاربر واقعی سرویس اشاره دارد، در حالی که «مشتری» اشاره به نهادی است که برای سرویس پرداخت می‌کند.
رویکرد فناوری اطلاعات (ITIL)، میزکار سرویس را به عنوان نقطه مرکزی ارتباط بین ارائه دهندگان خدمات و کاربران / مشتریان در روز به روز در نظر می‌گیرد. این همچنین یک نقطه کانونی برای گزارش حوادث (اختلال یا اختلالات احتمالی در دسترس بودن سرویس یا کیفیت) و همچنین برای کاربران درخواست خدمات (درخواست‌های معمول برای خدمات) است.
ITIL مراجعه به یک مرکز تماس یا میز کمک به عنوان نوع محدودی از میز سرویس که تنها بخشی از آنچه ارائه می‌دهد سرویس میزبانی می‌تواند ارائه دهد نیاز دارد. میز کار دارای رویکرد وسیع تر و کاربر محور است به این منظور طراحی شده‌است که برای کاربر یک نقطهٔ مشخص و دقیق تماس برای تمام نیازهای IT فراهم کند. یک میزکار خدماتی به دنبال تسهیل ادغام فرآیندهای کسب و کار در زیرساخت مدیریت خدمات است. علاوه بر فعال بودن نظارت و اداره حوادث و سوالات کاربر و فراهم آوردن کانال ارتباطی برای دیگر رشته‌های مدیریت خدمات با جامعه کاربر، یک میز خدمت همچنین یک رابط کاربری را برای فعالیت‌های دیگر مانند درخواست‌های تغییر مشتری، اشخاص ثالث (به عنوان مثال قراردادهای نگهداری) و مجوز نرم‌افزار فراهم می‌کند.